# Доброплодно
Доброплодно (болг. Доброплодно) — село в Болгарии. Находится в Варненской области, входит в общину Ветрино. Население составляет 893 человека.

## Политическая ситуация
В местном кметстве Доброплодно, в состав которого входит Доброплодно, должность кмета (старосты) исполняет Герасим Йорданов Герасимов (Болгарская социалистическая партия (БСП)) по результатам выборов.
Кмет (мэр) общины Ветрино — Георги Димитров Андреев (Граждане за европейское развитие Болгарии (ГЕРБ)) по результатам выборов.